# Francisco María Roca
Francisco María Roca y Rodríguez (Guayaquil, Imperio español, 6 de junio de 1786-Lima, Perú, 20 de agosto de 1846) fue un comerciante y político ecuatoriano. Fue miembro de la Junta Provisoria de Gobierno de la Provincia Libre de Guayaquil que se formó luego de la independencia del territorio.

## Biografía
Francisco María Roca nació en la ciudad de Guayaquil el 6 de junio de 1786. Sus padres fueron el  Cmdt. Bernardo Roca y Liceras mulato de origen panameño y de doña María Ignacia Rodríguez y Carrascal, guayaquileña. Estudió en las escuelas y colegios de su ciudad natal, y desde temprana edad cursó y practicó con provecho la carrera comercial bajo la dirección de su padre, que era uno de los más acreditados y prestigiosos comerciantes de la provincia. Junto algunos de los próceres de Octubre, se encargó a trabajar desde antes de 1814 con el pueblo, hablando y recitando sobre las ideas de la Ilustración, que rápidamente calaron e inflamaron los sentimientos de Libertad.
Fue uno de los principales organizadores del nuevo orden del territorio libre de Guayaquil, ayudó en la legislación, aconsejó en el comercio, organizó junto a varios la Asamblea de Respresentantes que redactaría el Reglamento Provisorio del Departamento de Guayaquil, la primera Constitución de lo que ahora se conoce como Ecuador.

## Primera Imprenta de Guayaquil

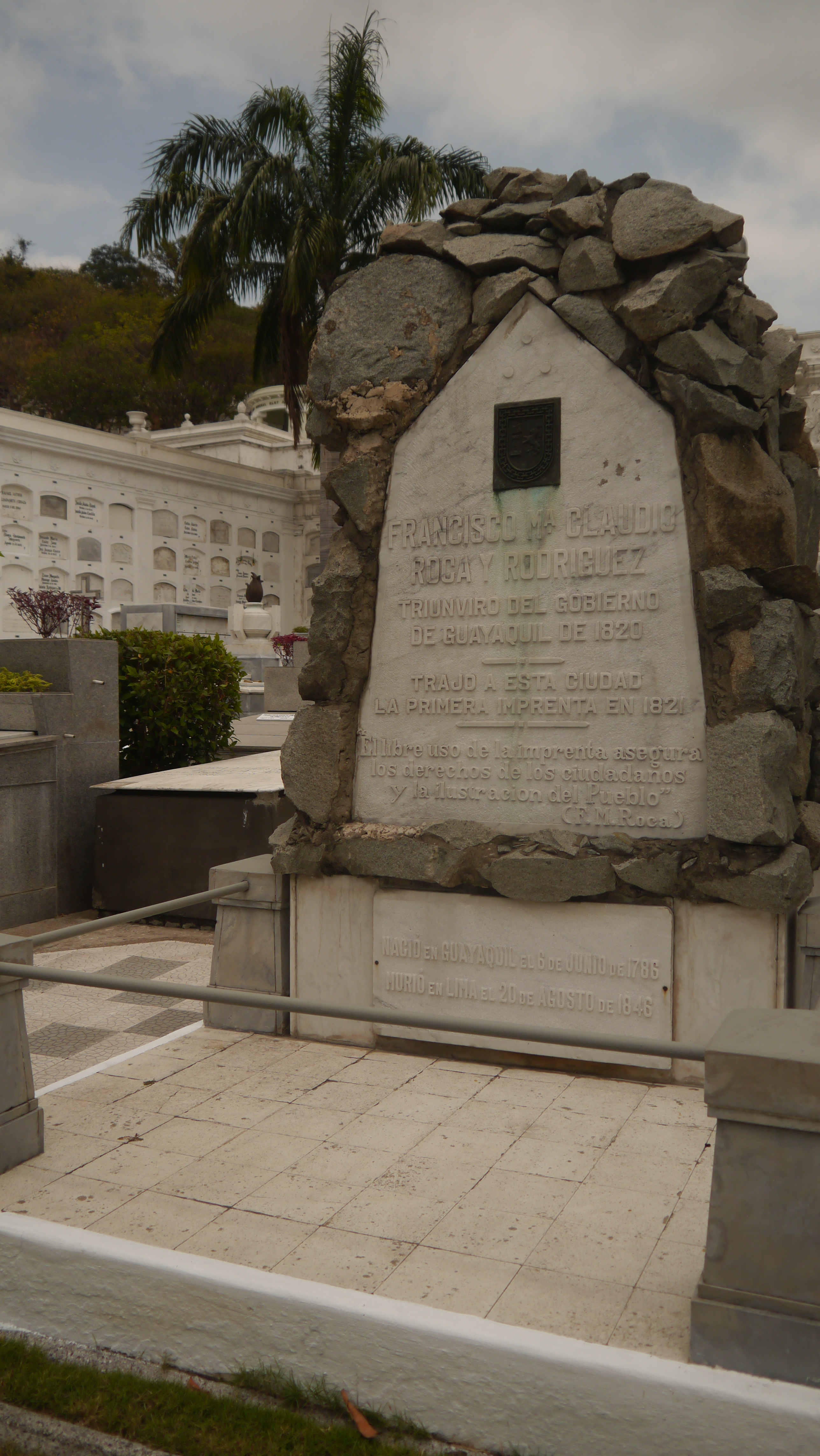
Tumba y homenaje en el Cementerio General de Guayaquil.

Fue el principal propulsor de la compra de una imprenta para la ciudad para poder financiar su adquisición, Roca organizó una suscripción pública a la que personalmente encabezó aportando con la cantidad de 200 pesos fuertes de su peculio, renunciando además –con el mismo fin- a los sueldos atrasados que se le debían de su cargo público como vocal de la Junta de Gobierno.
A finales de abril de 1821 llegaron los cajones que contenían la impresora y los tipos; fue ese un día de gran alegría para Guayaquil. Inmediatamente la imprenta fue instalada en los bajos de la antigua Casa Consistorial (donde actualmente queda el edificio de la Gobernación de Guayaquil), encargándosele su montaje, arreglos y funcionamiento al joven tipógrafo guayaquileño Manuel Ignacio Murillo, que entonces contaba con tan solo 19 años de edad.
La máquina en mención era de porte pequeño, pertenecía a las llamadas “de palanca”, modelo ya en ese entonces bastante obsoleto, y presentaba algunos daños y deficiencias, por lo que el joven Murillo, para poder realizar las impresiones correctamente, debió repararla y elaborar y fundir algunos tipos que escaseaban, sobre todo en sus letras mayúsculas.
Al comprobarse que la imprenta no estaba en buen estado, se llegó a un acuerdo con el representante del vendedor y se acordó un nuevo precio de 5.500 pesos, que fueron cubiertos en parte por el propio Roca, y el resto por designaciones hechas por el Gobierno de la ciudad. El sábado 26 de mayo de 1821 apareció el periódico El Patriota de Guayaquil además fundó el Republicano del Sur que apareció en febrero de 1822 siendo este el segundo diario fundado en Guayaquil. En 1835, cuando Vicente Rocafuerte fue elegido presidente, lo nombró cónsul general del Ecuador en Perú cargo que lo ejerció  hasta su muerte acaecida el 20 de agosto de 1846.

## Repatriación de sus restos
El 24 de marzo de 1923 el Poder ejecutivo ordenó la repatriación de sus restos. Se nombró una comisión que los traería. Entre ellos estuvieron José Gabriel Pino Roca, Juan Illingworth, Clemente Huerta y Julio Burbano Zúñiga.